# Kościół Przemienienia Pańskiego w Iławie

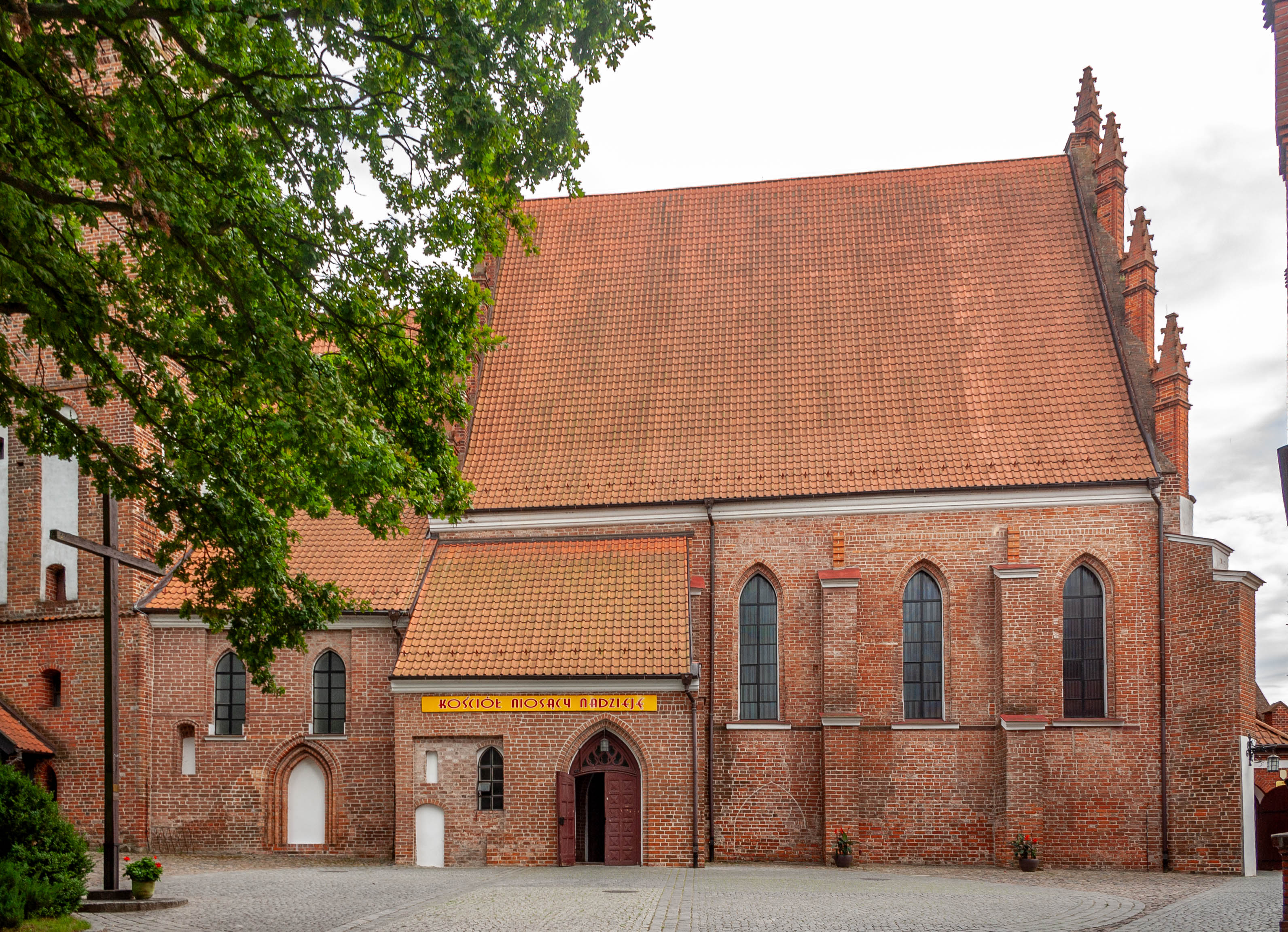
Północna elewacja kościoła

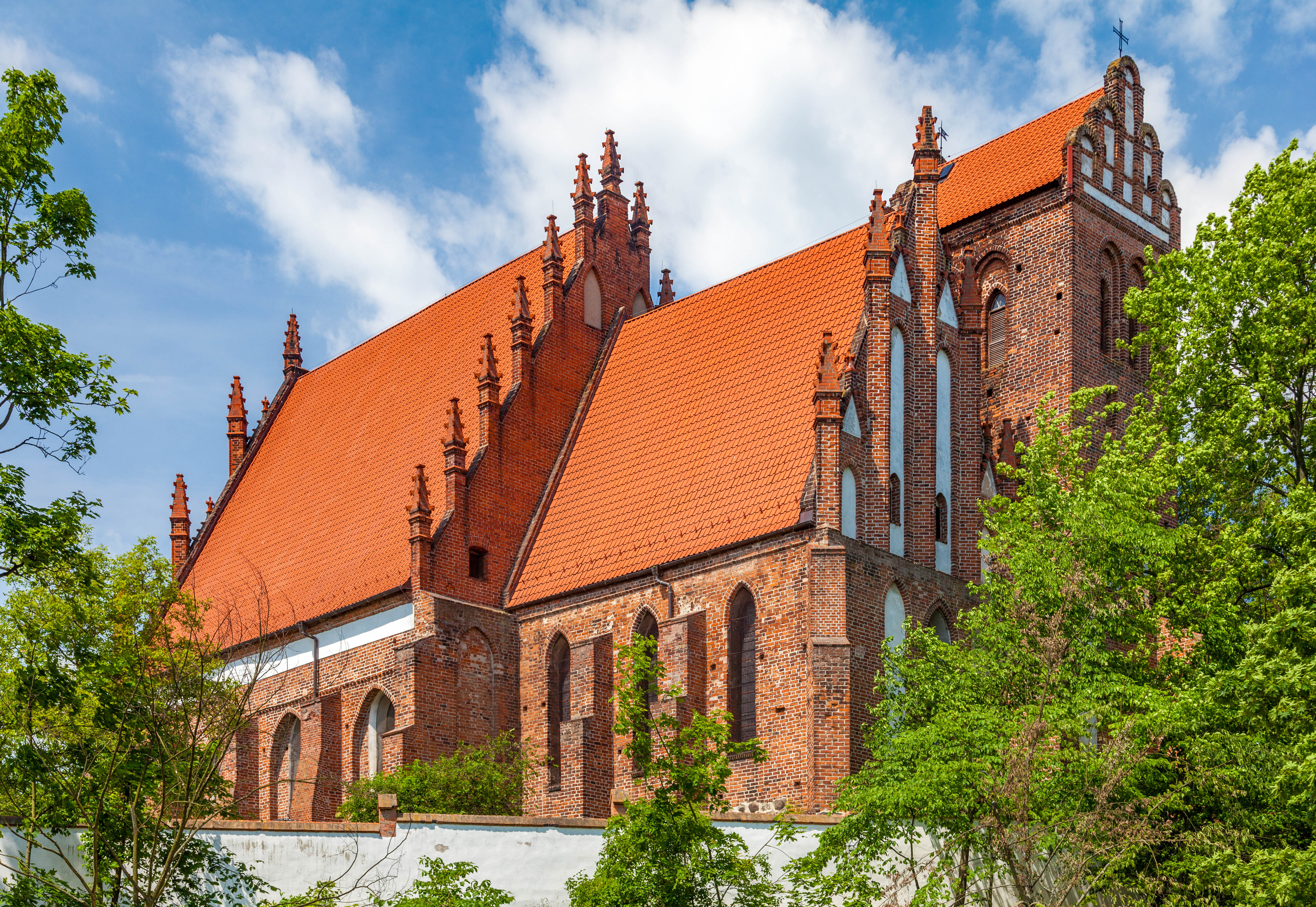
Widok od południowego wschodu

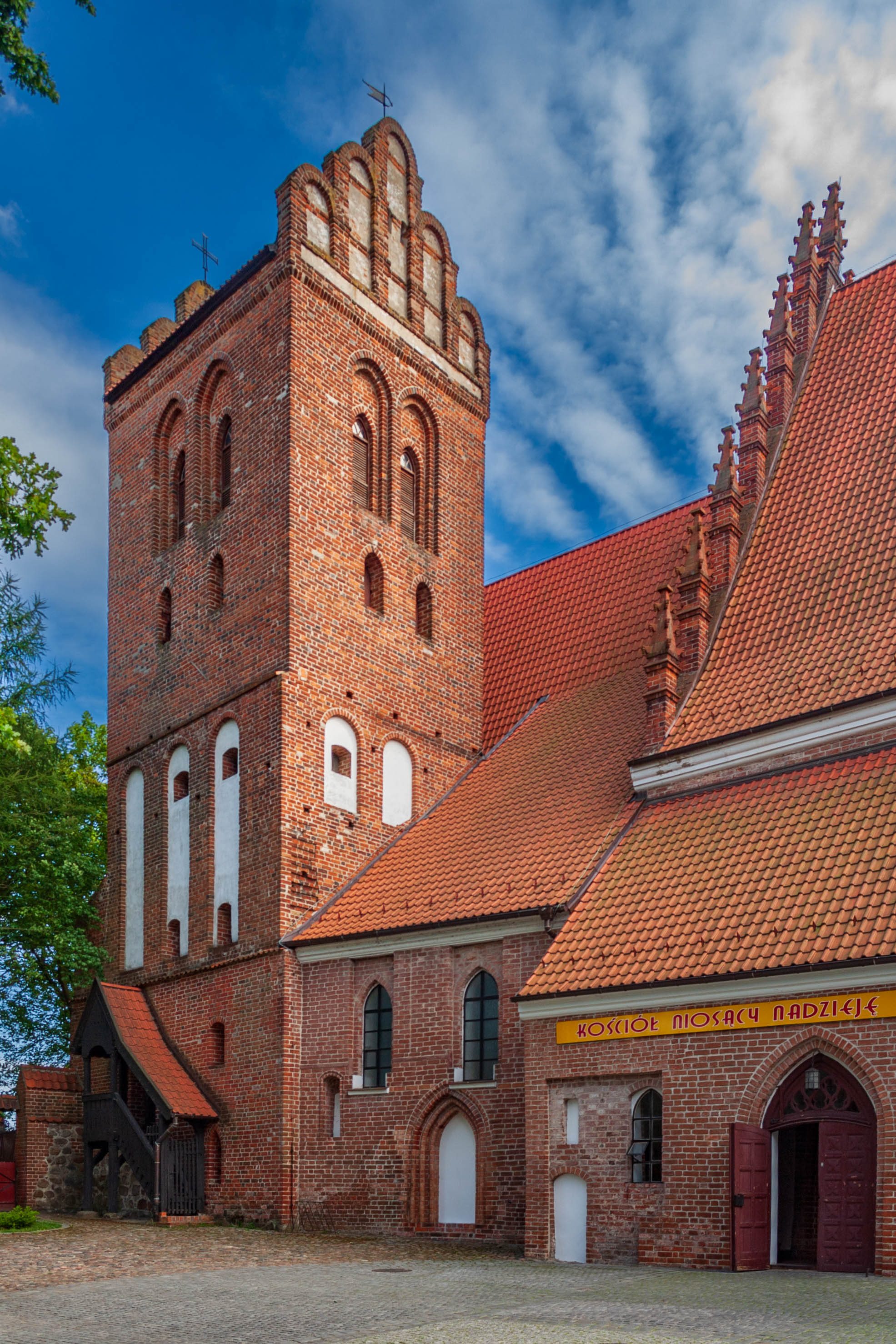
Widok na wieżę

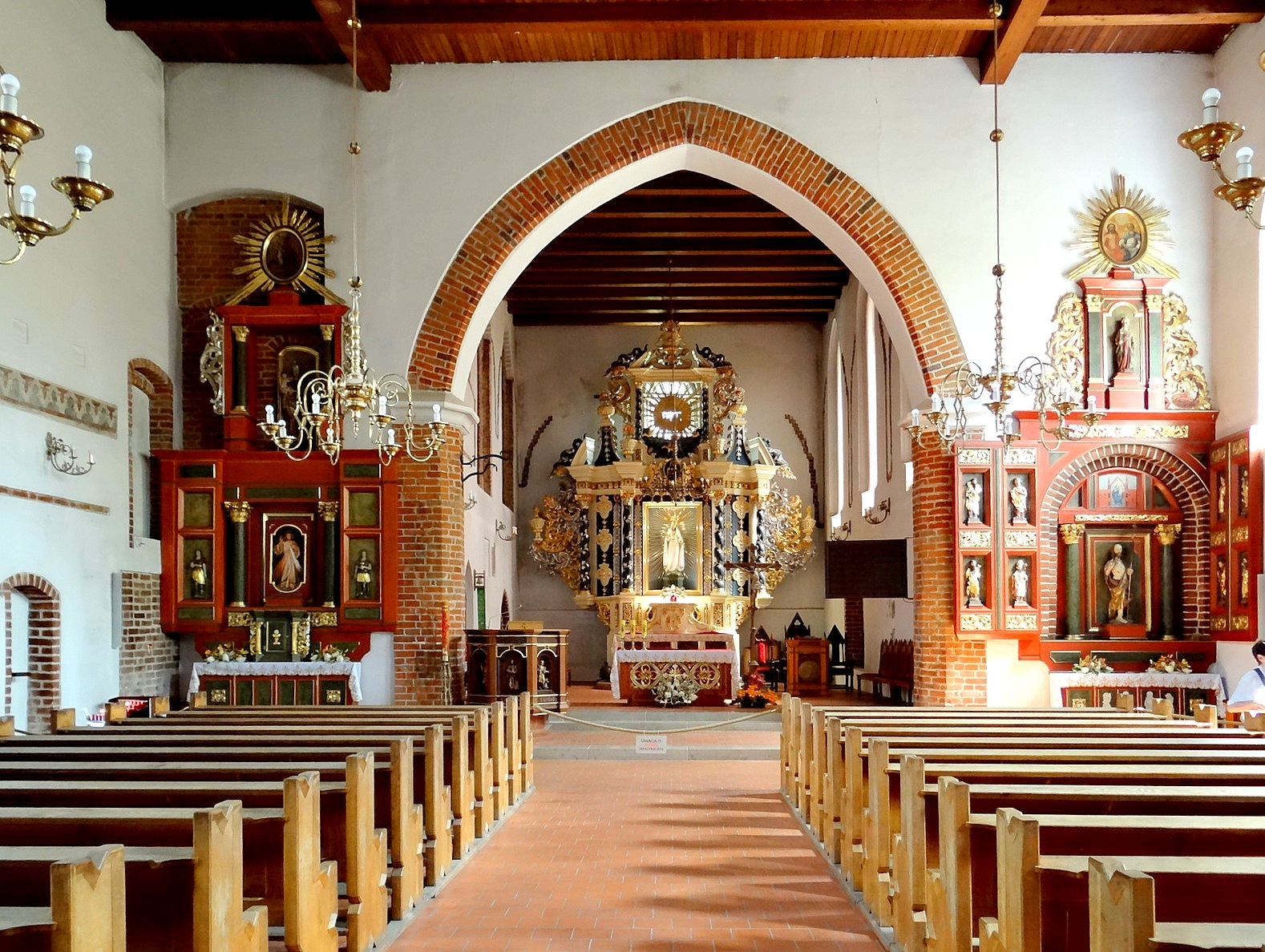
Wnętrze w kierunku wschodnim

Kościół pw. Przemienienia Pańskiego – kościół w Iławie zbudowany w latach 1317-1325 w stylu gotyckim z renesansową wieżą z 1550, kilkakrotnie przebudowywany. Potocznie nazywany przez mieszkańców Iławy „czerwonym”.
Obiekt pełnił rolę głównego kościoła parafialnego miasta i jest tak stary jak ono samo. Mimo że parafia znajdowała się pod patronatem krzyżackim, faktyczną opiekę nad kościołem od początku sprawowali miejscowi mieszczanie, których zamożność decydowała o jego stanie. Przy kościele działało bractwo kościelne Bożego Ciała, które skupiało miejscową elitę. Kościół był kilkakrotnie przebudowywany. Ostatnia poważna przebudowa miała miejsce w latach 1903-1905. Obecnie kościołem opiekują się Misjonarze Oblaci Maryi Niepokalanej.
16 września 1949 kościół – jako pierwszy zabytek Iławy – został objęty ochroną konserwatorską (nr rejestru 134). Kościół posiada nocną iluminację.

## Historia

### Do XVI w.
Kościół był najbardziej reprezentacyjnym budynkiem w mieście, górującym nad osadą i okolicą. Powstał zapewne wraz z lokowaniem miasta w 1305, choć źródłowo jego istnienie można stwierdzić w 1324, kiedy jako świadek występuje pierwszy pleban Andrzej (Andreas).
Wraz z usytuowaniem kościoła powstała najpewniej parafia obejmująca miasto i sąsiednie wsie. Według dokumentu z 1333 parafia obejmowała poza miastem: Nową Wieś, Dziarny i Wikielec. Wszyscy posiadacze łanów musieli dawać plebanowi co roku na świętego Marcina pół korca żyta i tyleż owsa, przy tym dokument ten potwierdzał stan przynajmniej z 1329.
Parafia była pod patronatem krzyżackim i dlatego Zakon zastrzegł sobie prawo obsadzenia jej własnymi księżmi, stąd plebani iławscy byli z reguły duchownymi Zakonu, np. w 1461 komtur elbląski Henryk Reuss von Plauen polecił wielkiemu mistrzowi na tutejszą parafię Mikołaja z Malborka (Niclas von Marienburg). Przy parafii funkcjonowała zapewne szkoła, brak o niej bezpośrednich przekazów, ale w XV wieku wzmiankowany jest uczeń z Iławy, któremu wielki mistrz darował raz pół, drugim razem l wiardunek.
Pleban jako uposażenie parafii otrzymał 5 łanów, które miały znajdować się na gruntach miejskich, Nowej Wsi lub na obu razem. Po zniszczeniach w czasie działań wojny trzynastoletniej proboszcz Mikołaj Erasmi (Niclas Erasmi) otrzymał dodatkowo w uposażenie 4 łany w Stradomnie. Dobra te utraciła parafia w XVI w. na rzecz dzierżawcy Iławy Pawła Fasolta. W 1503 Balcer von Dieben sprzedał wikarówce przy parafii iławskiej pół wsi Kałduny wraz z jeziorem. Pojawiła się wtedy pierwszy raz informacja o funkcji wikarego w parafii.
Do znanych plebanów iławskich należeli niejaki Gerhard w 1350 oraz Jan z Posilge z Żuławki, na wschód od Malborka, w 1372.
Z końca XV wieku zachowały się wyrywkowe dane o dochodach parafii. Sołtys i mieszkańcy Dziarn mieli obowiązek dawania plebanowi od jednego łanu jeden korzec owsa i siedem wiardunków, do tego z Dziarnówka dochodził jeden wiardunek. W 1513 Wilhelm zu Eisenburg ufundował trzy msze tygodniowo przy ołtarzu świętego Mikołaja (pod takim też wezwaniem był kościół), na co przeznaczył 24 skojce rocznie ze wsi Wikielec. Najprawdopodobniej na dworze krzyżackim istniała równocześnie kaplica, bowiem w 1474 działał obok plebana iławskiego Jana Cristanni z Łasina (von Lessen) także Mikołaj Neumann, określony jako kapelan w Iławie.
Za ich czasów do życia zostało powołane bractwo kościelne Bożego Ciała. Bractwo w Iławie funkcjonowało jako stowarzyszenie pogrzebowe, troszczące się o ciała i dusze zmarłych członków. Obejmowało to organizację pożegnania konfratra, a więc wigilii, mszy świętej, pogrzebu, procesji żałobnej itd.
Bractwo było okazją nie tylko do pogłębiania życia religijnego, ale także życia towarzyskiego, spotykano się bowiem na licznych zebraniach, na które nie wolno było wnosić broni, podobnie jak na tzw. poranne rozmowy, czyli najpewniej wspólne modlitwy. Do tego corocznie na Boże Ciało odbywał się wybór nowych starszych bractwa, po którym raczono się piwem, jednakże nieskromnie zachowujących się, upijających się oraz wnoszących lub wynoszących bez zezwolenia piwo karano obowiązkiem dostarczenia l funta wosku. Kto zaś występował przeciw statutowi lub go złamał, miał być wydalony z bractwa. O powadze tegoż bractwa świadczy choćby lista jego założycieli, wśród których znajdujemy plebana, kapelana, podskarbiego miejskiego, czyli zapewne elity miejskie. Zachował się też ślad działalności jeszcze jednego bractwa – Najświętszej Marii Panny. Oba bractwa zostały rozwiązane po zwycięstwie reformacji.

### Od XVII w.
W II poł. XVII wieku miasto było tak biedne, że w 1676, gdy na remont kościoła i naprawę organów zaplanowano zebrać kwotę 201 marek, mieszczanom udało się przeznaczyć na ten cel jedynie 29 marek. Zniszczone organy zostały naprawione dopiero w 1697 przez organmistrza z Susza. Do naprawy zużyto dwa cetnary angielskiego ołowiu kupionego w Toruniu. Malowaniem instrumentu zajął się malarz z Ostródy, a przy okazji odświeżył też ściany kościoła. Całość kosztowała 1005 marek.
Gdy w 1730 pęknięciu uległy zawieszone na wieży dzwony, mieszczanie ufundowali nowe dzwony w cenie 769 florenów, które zostały zamówione u odlewnika z Gdańska, przy czym kwotę 618 florenów zapłacono tylko za przetopienie starych dzwonów. Koszty tej inwestycji ponieśli mieszkańcy należącej do parafii wsi Szałkowo. Odlane w Gdańsku nowe dzwony do Iławy trafiły w 1733. Miały one średnicę 1145 mm. Brzmienie dzwonów zostało ustawione w tonacji F. Wieniec dzwonów został opatrzony napisem:
Durchs Feuer bin ich geflossen mit Gottes hullf in Danzig gegossen (Przez ognio płynełem z boską pomocą w Gdańsku odlany).
Druga strona dzwonów została opatrzona inskrypcją łacińską, w której zawarto sentencję Psalmu 95 werset 6 i 7.
Pójdźcie, pokłonimy się, padnijmy na kolana przed Panem, Stwórcą naszym. Albowiem on jest Bogiem naszym, a my ludem jego pastwiska i owcami w Jego ręku. Obyście głosu jego dzisiaj usłuchali.
W kilkanaście lat później, po kolejnym pożarze miasta, który wybuchł w nocy z 26/27 czerwca 1706, znacznemu zniszczeniu uległ kościół, który na remont musiał czekać aż do 1730. Wtedy hrabia Finckenstein, starosta dziedziczny miasta i patron kościoła, zlecił wykonanie napraw i pokrył z własnej kasy całkowity remont kościoła. Całość robót kosztowała starostę 1722 floreny i 27 groszy, w tym roboty murarskie wyniosły 384 floreny, materiały budowlane 368 florenów i 15 groszy, roboty ciesielskie 970 florenów i 12 groszy.
Podczas remontu wymieniono po obydwu stronach chóru 4 drewniane filary, które ustawiono na nowych fundamentach wykonanych z polnego kamienia i cegły. Wymieniono także stare podłogi w całym kościele oraz zapadnięty i podziurawiony dach, przez który do środka lała się woda, zalewając ołtarz i boczne sklepienia. W wysokich na 33 stopy wnętrzach kościoła ustawiono rusztowania i dokonano napraw architrawów, zostały odnowione także stiuki zdobiące sklepienie kościoła. Na koniec dokonano remontu ścian wewnątrz kościoła. Najpierw usunięto z nich plamy i zacieki, naprawiono i uszczelniono okna, dokładnie też wybielono wszystkie ściany, po czym wykonano, podparte trzycalowej grubości filarami, nowe trójłukowe stropy nad balkonem.
Po zakończeniu remontu kościoła, w 1741 został zamówiony na koszt miasta nowy ołtarz u rzeźbiarza Jana Henryka Selcke z Prabut, odmalowano wtedy także sufit i odnowiono znajdujące się nad ołtarzem sklepienie. W 1786 w nowym barokowym ołtarzu zawieszony został wykonany przez Christiana Bernarda Rhode obraz „Chrystus w Getsamani”, za który artyście parafia zapłaciła 80 talarów. W 1751 odnowione zostały pozłocenia kielichów ofiarnych i za kwotę 168 guldenów wykuto okna w ciemnym pomieszczeniu zakrystii.
3 czerwca 1753 wskutek uderzenia pioruna spłonął dach kościoła. Podczas gaszenia pożaru woda zalała i zniszczyła naprawiane i odnawiane w latach 1715 oraz 1738 organy. Zniszczonymi organami zajął się organmistrz Christoph Heinrich Obuch, który za opłatą 100 talarów dokonał tak solidnej naprawy organów, że działały one bez zarzutu aż do 1840.
W 1780 wdowa Schäffer (mieszkanka Iławy) zapisała w testamencie kościołowi swój domek wraz z posesją i ogrodem oraz 500 florenów przeznaczonych na utrzymanie i remont tego obiektu. W 1784 parafia kosztem 672 talarów wyremontowała domek pani Schäffer i przeznaczyła go na mieszkanie dla wdowy po pastorze.
W latach 1779–1798 został spisany inwentarz kościoła, zawierający s
Content-Disposition: form-datale przedmiotów. Są tam wymienione m.in.: srebrny wazon, dwa lichtarze cynowe, dwa srebrne pozłacane kielichy, dwie patery, pozłacana miedziana czara na opłatki, duża mosiężna chrzcielnica, dwa duże mosiężne żyrandole, dwa duże mosiężne lichtarze, trzy duże i jeden mały dzwonek, dwie kościelne pieczęcie – duża i mała, dwa jedwabne obrusy, oraz dwie kościelne księgi zawierające zapisy ślubów, chrztów i pogrzebów w latach od 1704 do 1787.
Według zapisów kronikarskich z 1790 kościół był w tak opłakanym stanie, że magistrat miasta musiał dokonać napraw oszacowanych na 4000 marek. W 1800 zostały zamurowane kościelne podziemia i zaprzestano dokonywać w nich pochówku ważnych osób.
Po raz kolejny do gruntownego remontu kościoła przystąpiono 5 listopada 1905. Zostały odnowione wtedy wnętrza oraz mury zewnętrzne. Koszt wszystkich wykonanych napraw poniosła gmina miejska (20 000 marek). Podczas remontu poddano gruntownej naprawie dzwonnicę: wzmocniono jej mury, których naprawa w 1787 kosztowała 45 talarów, wymieniono obelkowanie podtrzymujące dzwony, które było remontowane przedtem w latach 1781/1782, dokonano wymiany odnawianych w 1787 schodów, zbudowano też nowy podest.
Naprawy wymagał także zbudowany w 1704 i wyremontowany w 1784 za kwotę 1355 talarów – dom parafialny, który w 1900 już całkiem nie nadawał się do użytku. W jego miejsce w latach 1902-1903 zbudowano neogotycką (istniejącą do dzisiaj) plebanię za kwotę 30000 marek.
Wyremontowany gruntownie pod koniec XIX wieku kościół wraz z nową neogotycką plebanią przetrwał bez żadnych szkód I wojnę światową i w dobrym stanie doczekał wybuchu II wojny światowej. W 1940 parafianie zdjęli z wieży kościelnej i przekazali jako surowiec na potrzeby przemysłu wojennego zabytkowe dzwony odlane w 1733 przez gdańskich giserów. Zabytkowe dzwony z iławskiego kościoła w 1952 odnalazł na cmentarzysku dzwonów w Hamburgu pastor Schäffer (proboszcz parafii ewangelickiej w Osterode am Harz). Znalazca docenił dużą wartość tych dzwonów, przewiózł je do swej parafii i umieścił na wieży swego pochodzącego z XIII wieku kościoła w Osterode am Harz. 27 maja 2006 pierwszy raz po wojnie zabrzmiały w Iławie.
Po II wojnie światowej kościół zakonny (Ordenskirche) użytkowany przez ewangelików (od 1525) wrócił do kościoła katolickiego. Pierwszym proboszczem po wojnie był ksiądz Ludwik Warpechowski. W 1952 na mocy decyzji kardynała Stefana Wyszyńskiego kościół w imieniu Zgromadzenia Misjonarzy Oblatów Maryi Niepokalanej przejął ks. Mieczysław Niepiekło, który jako misjonarz Zakonu Oblatów został proboszczem parafii pw. Przemienienia Pańskiego.

### Kalendarium
- 1317-1324 – budowa kościoła
- 1474 – powołanie bractwa kościelnego Bożego Ciała
- 1526 – do Iławy przybył proboszcz ewangelicki Georg Link
- 1642-1643 – remont kościoła, a także przylegających do niego murów miejskich i zabudowań przykościelnych
- 1673 – dziurawy dach iławskiego kościoła uniemożliwiał nabożeństwa w czasie deszczu; wilgoć uszkodziła także organy
- 1733 – w Gdańsku odlano nowe dzwony do iławskiego kościoła
- 1751 – remont zakrystii
- 3 lipca 1753 – na skutek uderzenia pioruna zapalił się dach kościoła. Podczas pożaru zniszczeniu uległy organy.
- 1871 – mimo protestów proboszcza Gralla, iławianie, dla uczczenia zwycięstwa Prus w wojnie z Francją, posadzili dąb pokoju przed kościołem
- 16 września 1949 – kościół wpisany w rejestr zabytków

## Położenie i architektura

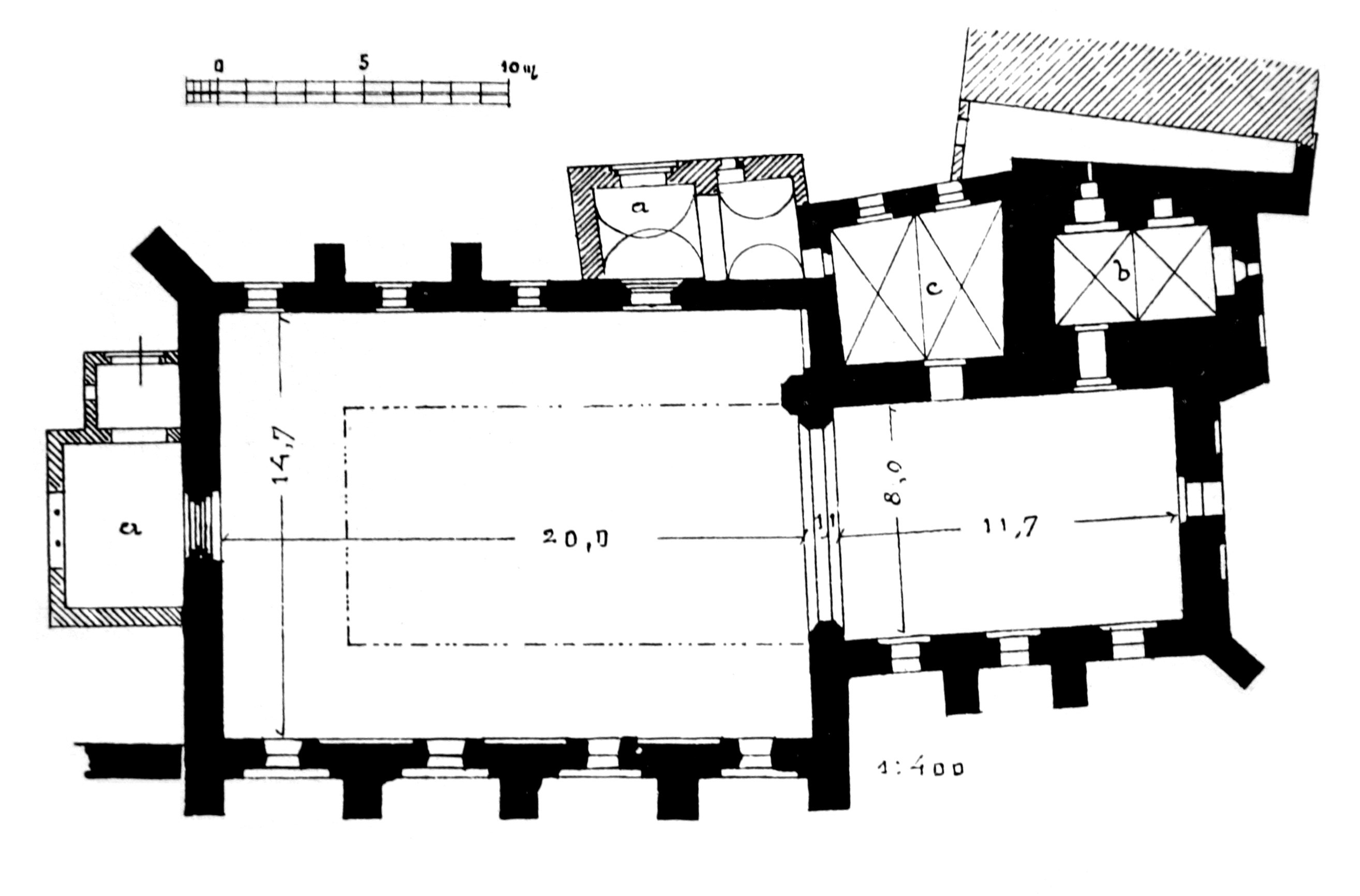
Plan kościoła (według J. Heise, Die Bau- und Kunstdenkmäler des Kreises Marienwerder östlich der Weichsel, Danzig 1898)

Kościół znajduje się na najwyższym punkcie wzgórza, na którym leży iławskie stare miasto. Zbudowano go z palonej cegły gotyckiej na fundamencie z głazów narzutowych, w formie jednonawowej budowli, z wydzielonym, prostokątnym prezbiterium o wymiarach 8 × 11,70 m i również prostokątnym korpusie (nawie) o wymiarach 14,80 na 20,20 m. Został tak wkomponowany w południowo-wschodni narożnik murów obronnych, by mógł pełnić funkcje obronne – ściany południowa oraz wschodnie są zbudowane na przedłużeniu murów obronnych Iławy. Kościół jest oskarpowany dwuuskokowymi skarpami, z wyjątkiem północnej ściany prezbiterium. Szczyt prezbiterium oraz zachodni szczyt korpusu dzielone są ukośnymi profilowanymi lizenami, zwieńczonymi sterczynami, wykonanymi z użyciem ceglanych żabek oraz kwiatonów. Wschodni szczyt korpusu jest neogotycki, gładki, również zwieńczony pinaklami.
Do wnętrza prowadzą dwa gotyckie, profilowane portale ostrołukowe z XIV w., regotyzowane w latach 80. XX wieku: od północy czterouskokowy (zobacz), od zachodu trójskokowy (zobacz). Prezbiterium oddzielone jest od nawy ostrołukowym łukiem tęczowym, wnętrze jest kryte płaskimi stropami.
Przy prezbiterium od strony północnej w 1550 została wzniesiona wysoka na 27 m wieża na planie prostokąta, na której parterze znajduje się dwuprzęsłowe pomieszczenie o sklepieniu krzyżowym. Przykryta jest, tak jak obie nawy kościoła, stromym dachem dwuspadowym opartym na drewnianej konstrukcji. Szczyty wieży są dzielone płaskimi lizenami na pięć pól, zamkniętymi łukami pełnymi. Do kościoła dobudowano w 1624 kruchtę sklepioną kolebką o łuku wspiętym.

## Wystrój i wnętrze kościoła

### Ołtarz główny

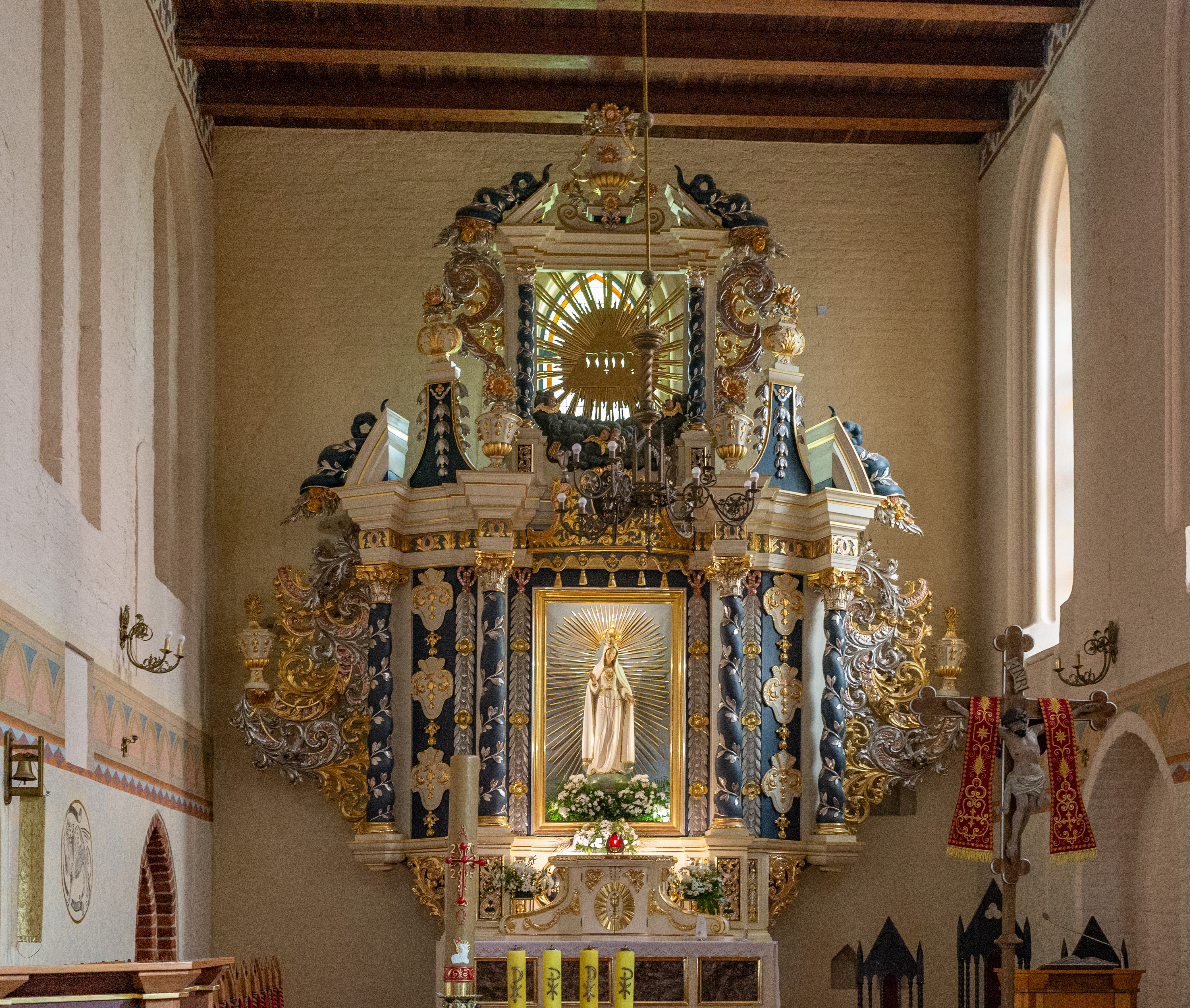
Ołtarz główny

- Rokokowy ołtarz główny z 1741, wykonany przez Jana Henryka Selcke z Prabut, zbudowany na mensie gotyckiej. Kosztował miasto 164 talary. Ołtarz jest drewniany, architektoniczny, trójosiowy, dwukondygnacyjny ze zwieńczeniem, polichromowany, złocony i srebrzony, gruntownie przemalowany w 1909, o czym świadczy napis za ołtarzem.
  - W środku nastawy znajduje się obraz późnobarokowy ze sceną – Modlitwy Chrystusa w Ogrójcu, wykonany w 1786 przez Christiana Bernarda Rode z Gdańska. Obecnie obraz ten jest opuszczany, a we wnęce znajduje się figura Matki Bożej Fatimskiej – pierwsza taka figura w archidiecezji warmińskiej (została zakupiona w 1984, a koronowana i wkomponowana w ołtarz w 1999).
  - Po bokach obrazu płaskorzeźbione girlandy, ozdobne płyciny i po dwie spiralne kolumienki z kapitelami korynckimi, oplecione wicią roślinną. Nad obrazem mały baldachim z lambrekinem i kartusz z napisem: „JESUS” Ap. GESCHICHT Cap. 4v. 11,12 (według ks. Jakuba Wujka chodzi o tekst z Dziejów Apostolskich: „Ten jest kamień, który odrzucony od was budujących stał się głową węgła, I nie ma w żadnym innym zbawienia, bo nie dano ludziom pod niebem innego imienia, w którem byśmy mieli być zbawieni”). Po bokach pierwszej kondygnacji znajdują się bogate ażurowe uszaki. W drugiej kondygnacji nad uskokowym gzymsem znajduje się obramienie z Okiem Opatrzności w glorii. W trójkącie znajduje się hebrajski napis. Po bokach rogi obfitości. W zwieńczeniu wazon z trzema kwiatami.
  - W predelli znajdują się dwie tablice z nieczytelnymi napisami:

Ev. Str. Joh. 1,29 „Siehe, das ist Gottes Lamm, welches der welt Sunde Tragt.” (Patrz, oto Baranek Boży, który gładzi grzechy świata.)
Offenb. St. Joh. 19,9, „Seilig sind, die zum Abendmahl des Lammes berufen sind” (Błogosławieni, którzy zostali wezwani na ucztę Baranka)

### Pozostałe
- Neogotycka chrzcielnica z XIX wieku, kielichowa, wykonana ze sztucznego kamienia o bogatej dekoracji maswerkowo-roślinnej. (zobacz)
- Neogotyckie witraże figuralne:
  - Trzy przedstawiające Jezusa Chrystusa oraz Apostołów Piotra i Pawła zamontowane w 1899.
  - Jeden przeniesiony z innego miejsca znajduje się w oknie na chórze i przedstawia scenę ukrzyżowania Jezusa Chrystusa, pod którego krzyżem stoją Maryja i Apostoł Jan z XX wieku.
- Płyty nagrobne z XV (zobacz) i XVIII wieku, Jakuba Mucka – burmistrza Iławy i jego żony Zuzanny z domu Werner. (zobacz)
- W tylnej części kościoła znajduje się balustrada empory w części organowej, która jest wysunięta łukiem ku prezbiterium.
- W zakrystii znajdują się srebrne epitafia trumienne z tekstem w jęz. niemieckim: Jadwigi Elżbiety von Finckenstein z domu von Rippin i Wilhelma Albrechta Finckenstein oraz srebrne, barokowe epitafium trumienne z herbem Finckensteinów i herbami połączonymi Finckenstein i Rippin
- W podziemiach kościoła znajdują się trumny ze zabalsamowanymi zwłokami. Dwie należą do Wilhelma Albrechta von Finckensteina zmarłego 15 kwietnia 1752 i jego żony Jadwigi Elżbiety von Finckenstein z domu Rippin, zmarłej 1 lutego 1752.
- Dwa ołtarze boczne z 1990 stylizowane na gotyk.
- Ambona zdobiona płaskorzeźbami przedstawiającymi czterech ewangelistów. Przed II wojną światową znajdowała się ona po przeciwnej stronie niż obecnie i ze względu na balkony po obu stronach umocowana była dość wysoko. Nad nią znajdowała się figura Chrystusa Nauczającego, która obecnie jest umieszczona w prawym ołtarzu bocznym. (zobacz)
- Figury i obrazy:
  - Figura Chrystusa Nauczającego (w prawym ołtarzu bocznym (zobacz))
  - Duży krucyfiks na północnej ścianie kościoła
  - Figura Chrystusa Dobrego Pasterza
  - Rzeźba św. Antoniego (zobacz)
  - Rzeźba św. Teresy z Ávila (zobacz)
  - Rzeźba Jana Chrzciciela (zobacz)
  - Obraz św. Eugeniusza de Mazenoda (zobacz)
  - Stacje drogi krzyżowej
  - Popiersie Jana Pawła II (zobacz)
- Przy zachodnim wejściu do kościoła, na przyporze, znajduje się mała latarenka w kształcie krokodyla, który w swoim pysku trzyma lampion. (zobacz)
- Organy z 1911, zbudowane przez Eduarda Wittecka z Elbląga, nieposiadające prospektu organowego. (zobacz)
- Tablice pamiątkowe, m.in.: XXV-lecie „Solidarności” oraz poświęcona pamięci Sybiraków.

## Dzwonnica

Przekrój przez wieżę

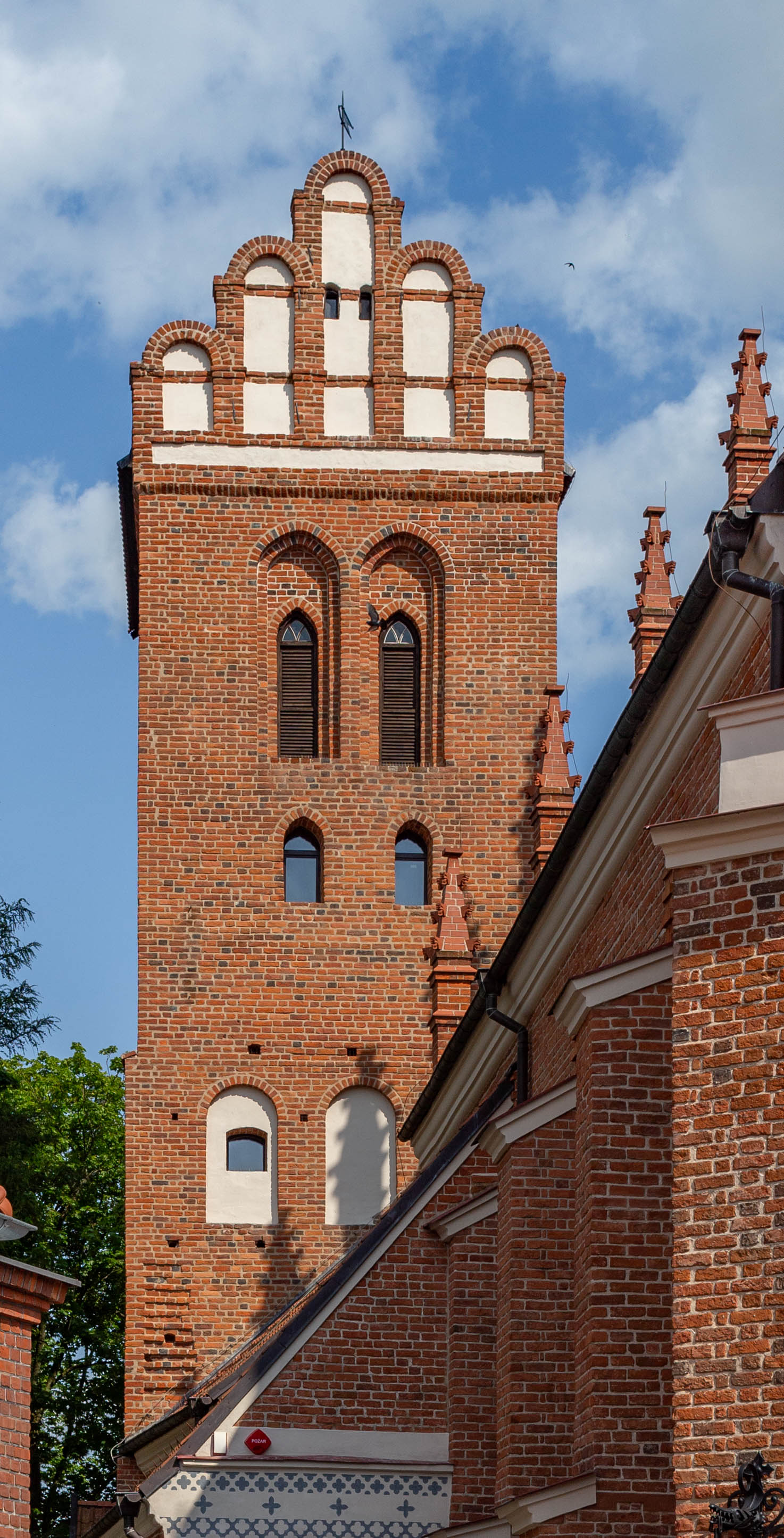
Zachodnia elewacja wieży

- Gotycki dzwon spiżowy z XIV/XV wieku z napisem wykonanym majuskułą łacińską: „o rex gloria criste veni cum + pace” (O Królu chwały Chryste przybywaj z pokojem). Między napisem znajduje się motyw głowy Chrystusa w mandorli z krzyżem oraz herb Wielkiego Mistrza Zakonu Krzyżackiego.
- Dzwon z 1740.
- Barokowe okucia drzwi i zamek z XVIII na drzwiach prowadzących do wieży. Drzwi są nowsze, bo z 1909.
- Żelazny krzyż teutoński wieńczący wieżę z XIV wieku.
- Chorągiewka na wieży z datą 1899, oryginał znajduje się w kruchcie zachodniej (zobacz).

## Otoczenie kościoła
- ponad trzystuletni dom proboszcza Schnitzenbaumera (koniec XVII w.)
- neogotycka plebania wybudowana w latach 1902-1903
- dąb rosnący przed kościołem, zasadzony w 1871 dla uczczenia zwycięstwa Prus w wojnie z Francją
- grota Matki Boskiej z Lourdes
- średniowieczna fosa miejska oraz mury miejskie

## Pochówki w kościele
W Iławie grzebano zmarłych w kościele co najmniej od XV wieku. Dowodem na to są umieszczone niegdyś w prezbiterium dwie płyty gotyckie. Obie są obecnie niemalże całkowicie zatarte, co stwarza problem identyfikacji osób pod nimi pochowanych. Jeszcze przed 1906 Bemrnhard Schmid zdołał odczytać na nich napis pomezaniensis. Najpewniej więc były to osoby duchowne, być może związane z zanikiem kapituły pomezańskiej w Szymbarku.
Znacznie więcej można powiedzieć o innej, pochodzącej z XVIII wieku płycie. Tu niemalże w całości zachowana inskrypcja informuje, iż przykrywała ona grób iławskiego burmistrza Jakuba Mücka i jego żony Zuzanny, zmarłej 25 maja 1745. Ciekawy jest brak daty śmierci Jakuba, choć nazwisko jego zostało wykute. Jakub zmarł najpewniej w 1751. Przeżył więc swą żonę co najmniej o 6 lat i prawdopodobnie po jej śmierci zamówił płytę, która przykryła jej grób. Zaznaczając na kamieniu swą osobę i datę urodzin, za życia już szykował sobie przy żonie – o czym zresztą wspomina – miejsce spoczynku.
Zmarłych chowano pod posadzką kościoła oraz w krypcie. W XVIII wieku opłata za umieszczenie trumny w jednej z dwóch krypt znajdujących się w iławskim kościele wynosiła 3 talary. Obie krypty, znajdują się bezpośrednio pod ołtarzem. Obecnie tylko w jednej stoi 8 trumien. Między innymi ze zmumifikowanymi ciałami Wilhelma Albrechta von Finckenstein – starosty iławskiego (zm. 15 kwietnia 1752) i jego żony Hedwig Elizabeth z domu Rippin (zm. 1 lutego 1752). Między obiema trumnami znajduje się także maleńka trumna dziecka Finckensteinów.
Oprócz rodziny starościńskiej w krypcie znajdują się też trumny podpułkownika Johanna Friedricha von Jung Boyen (zm. 31 października 1777) i jego żony Hedwig z domu Holtzendorf (zm. 2 września 1773), a także trzy inne trumny. Paul Waltz wspominał, że pod ołtarzem pochowano również wspomnianych wyżej Jakuba i Zuzannę Mück oraz pastorów Johanna Schnitzenbäumera (zm. 1704), Christiana Cucholoviusa (zm. 1751) i Friedricha Wilhelma Rhode (zm. 1757). Do dziś w zakrystii wiszą plakietki trumienne Finckensteinów, jeszcze w 1918 znajdowały się tam także plakietki Boyenów.

## Galeria

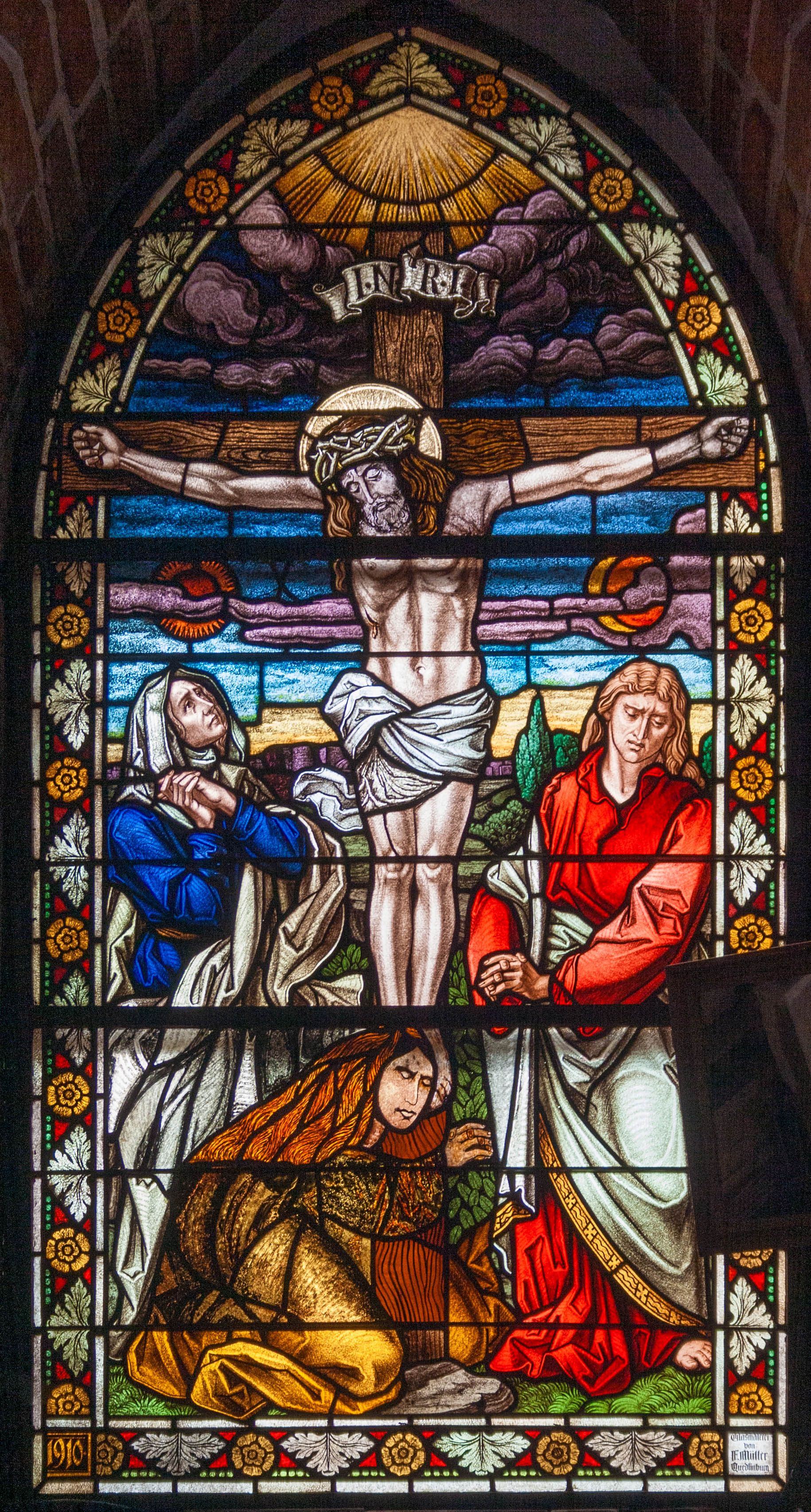
Witraż w zachodnim oknie korpusu nawowego
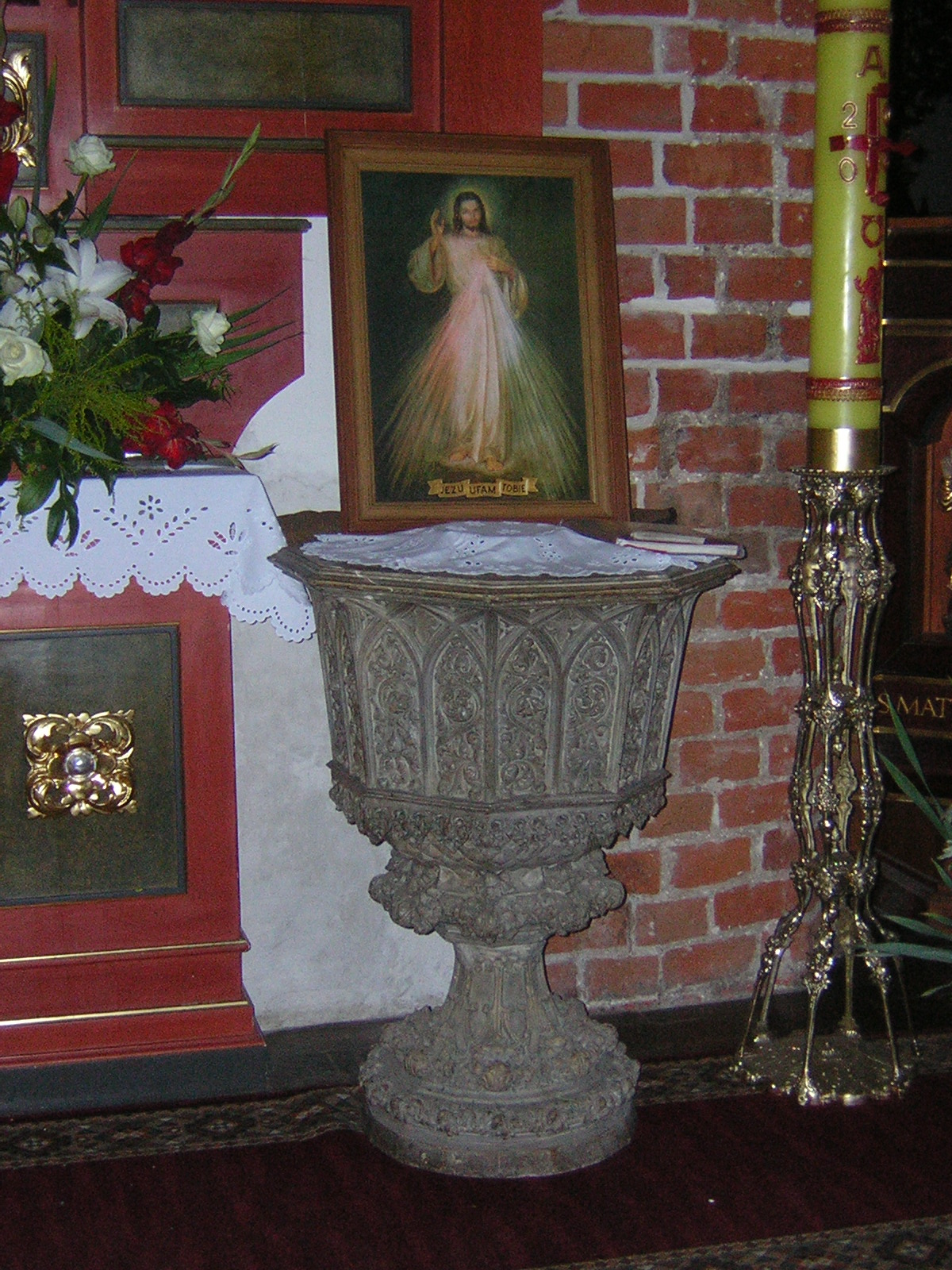
Neogotycka chrzcielnica
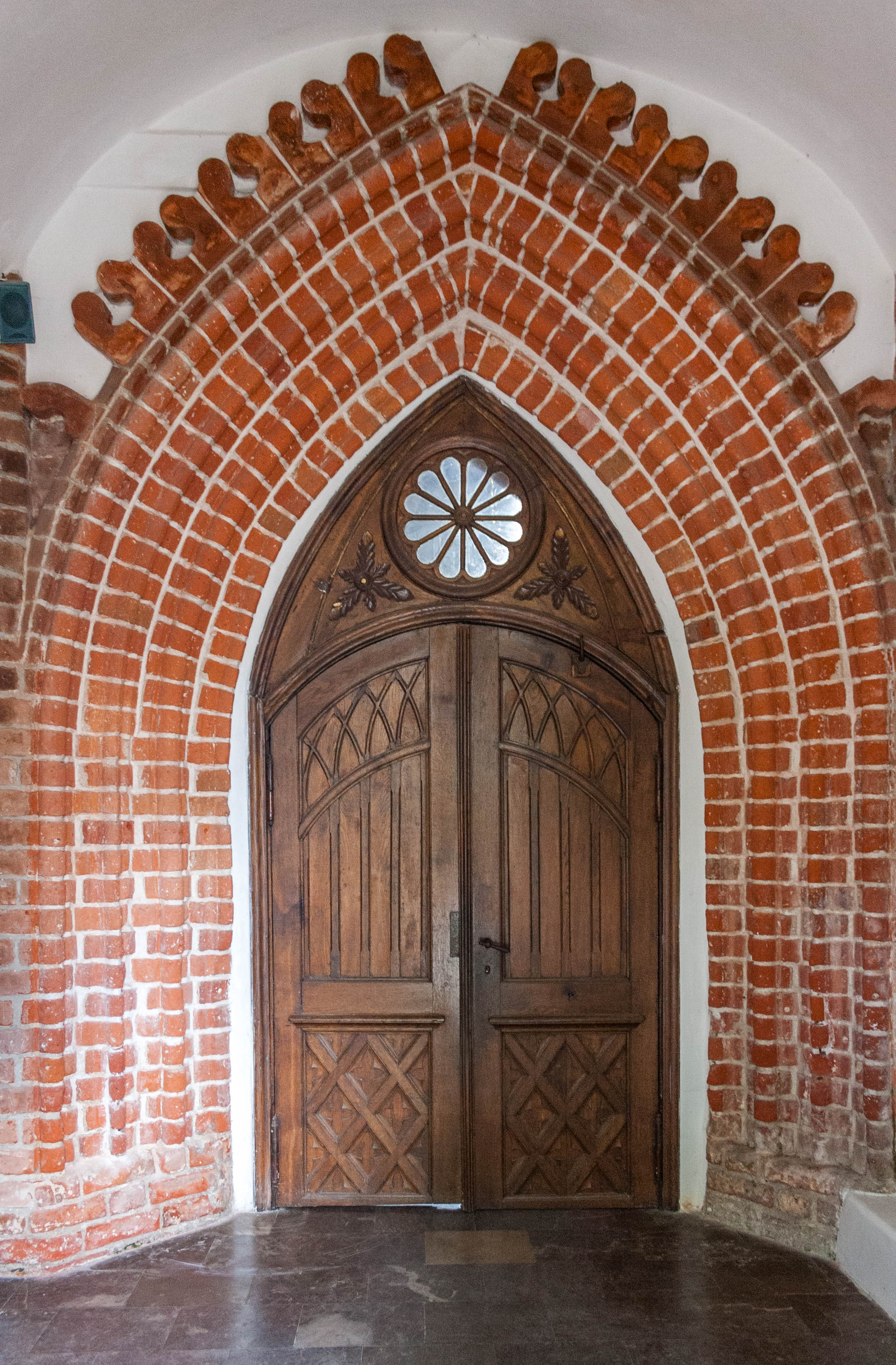
Czterouskokowy portal w kruchcie północnej
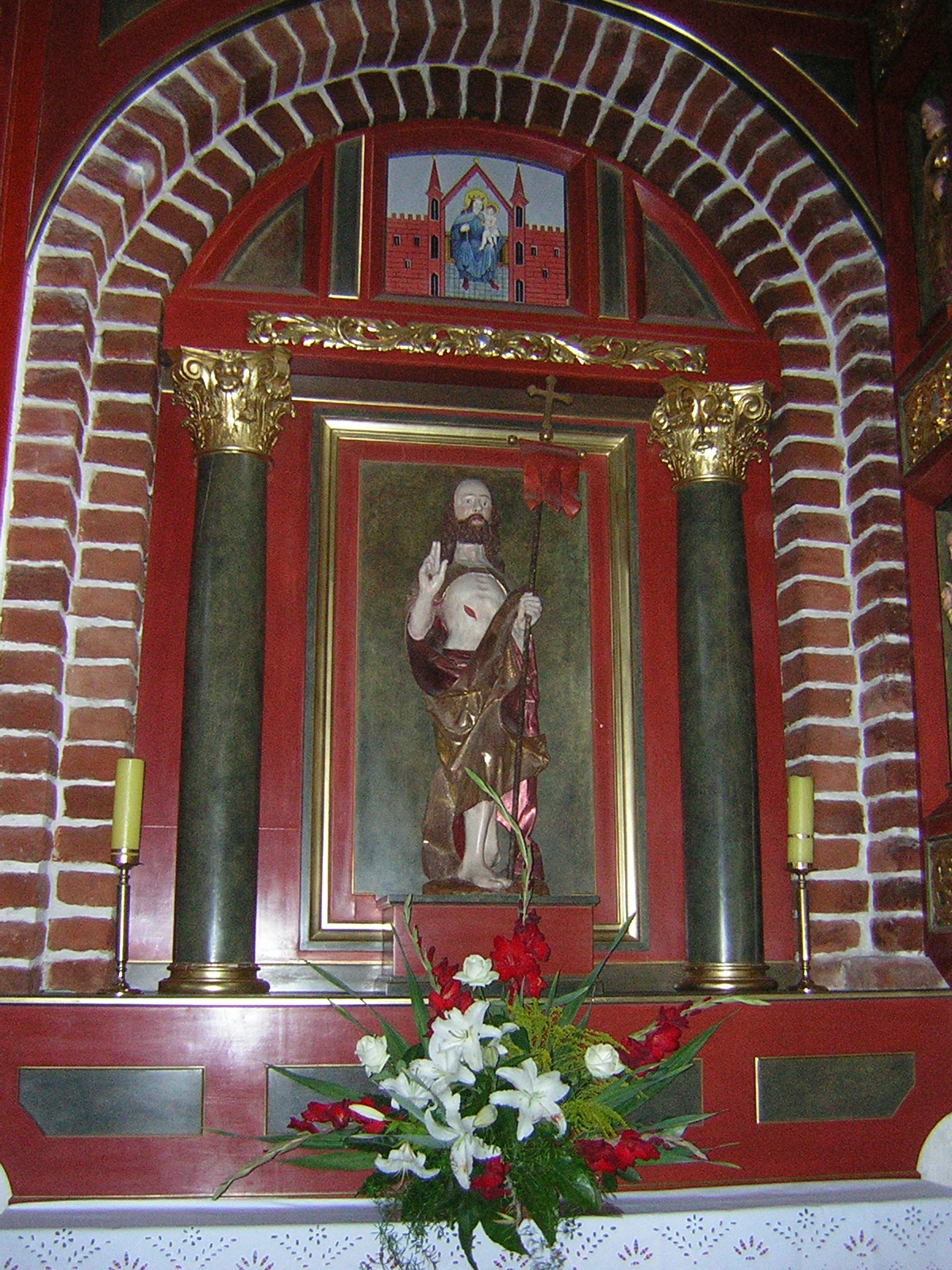
Fragment prawego bocznego ołtarza, widoczny herb Iławy
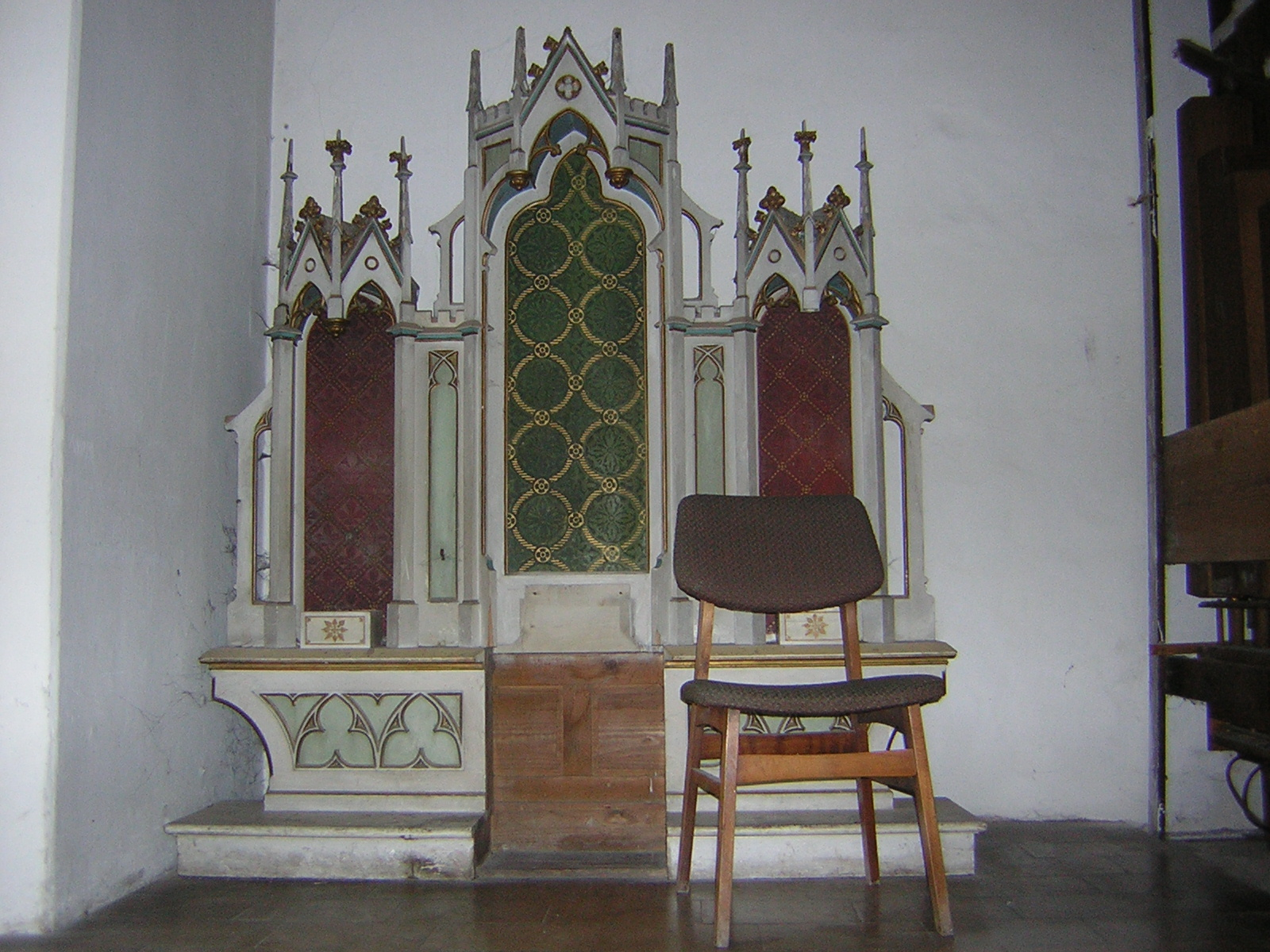
Stalla w kościele
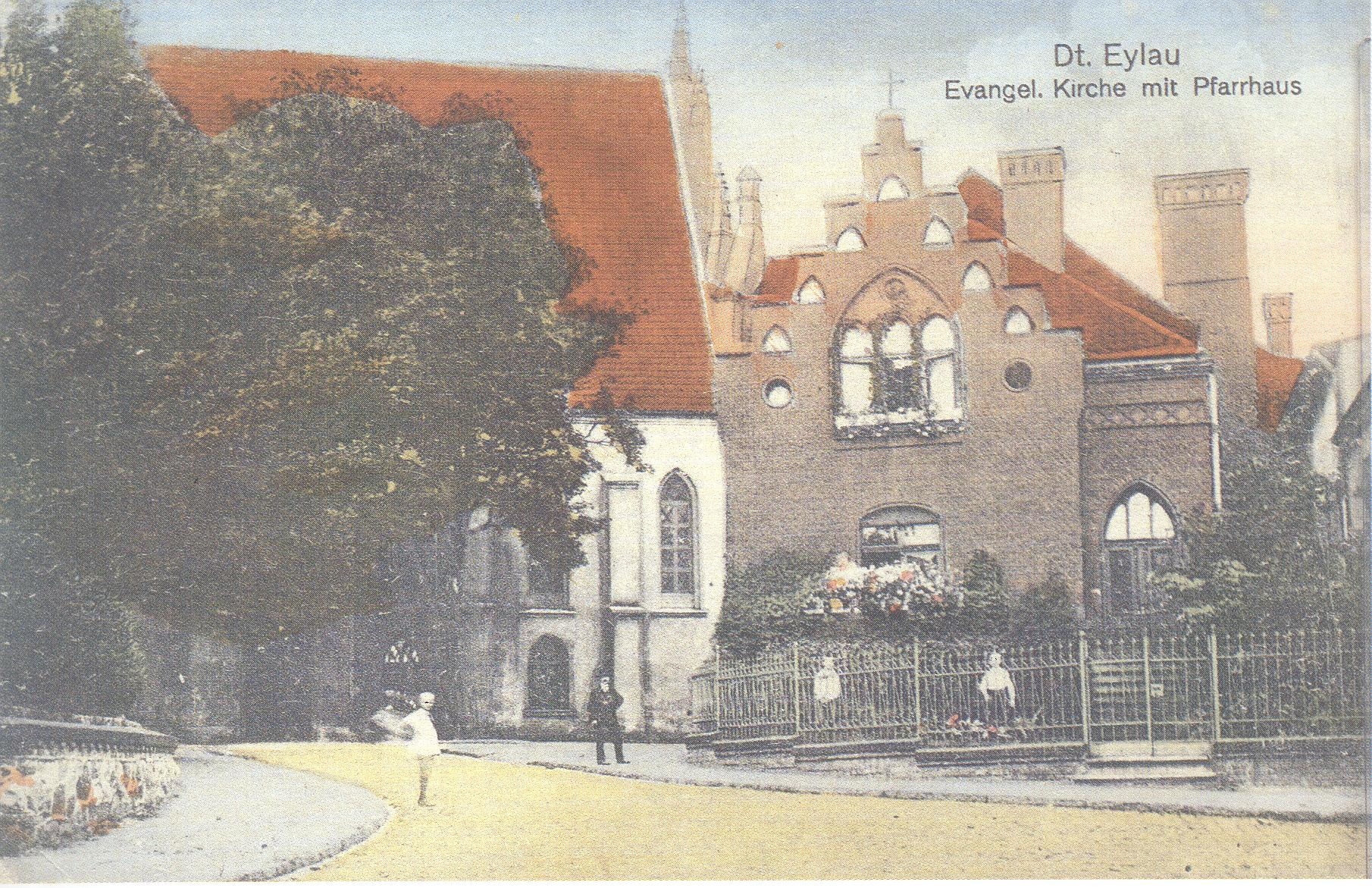
Kościół i plebania w 1918
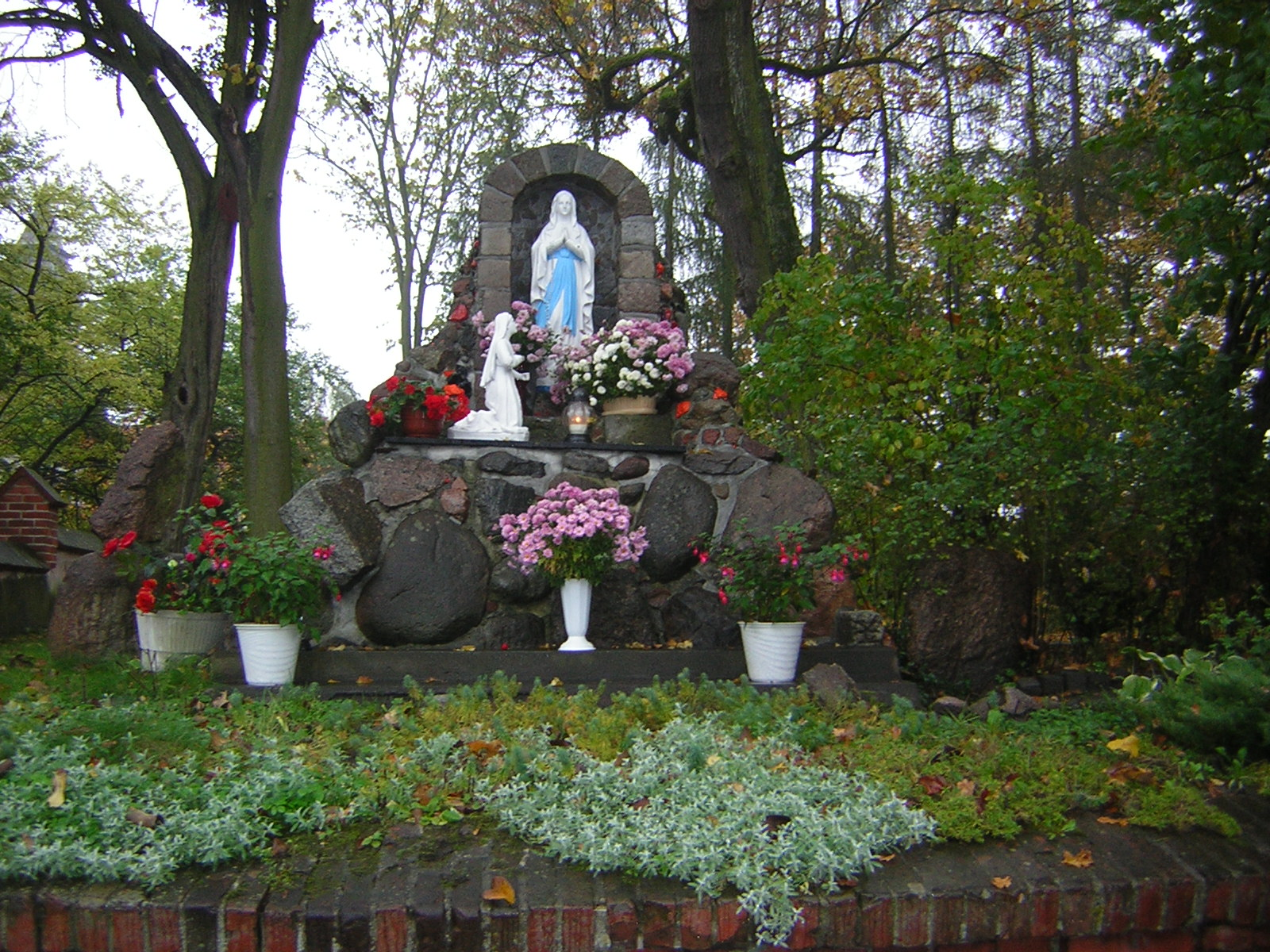
Grota Matki Boskiej
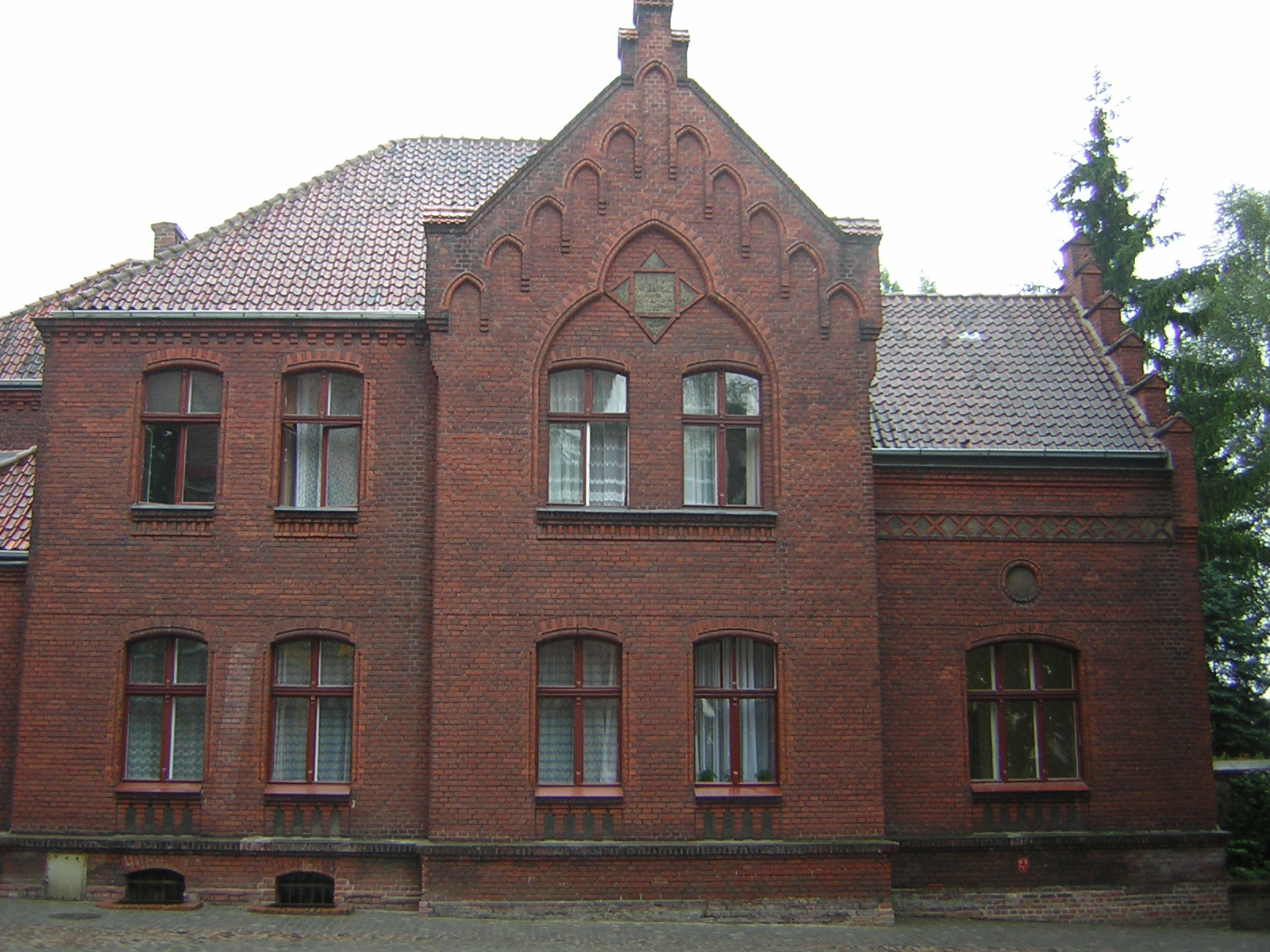
Neogotycka plebania z lat 1902-1903
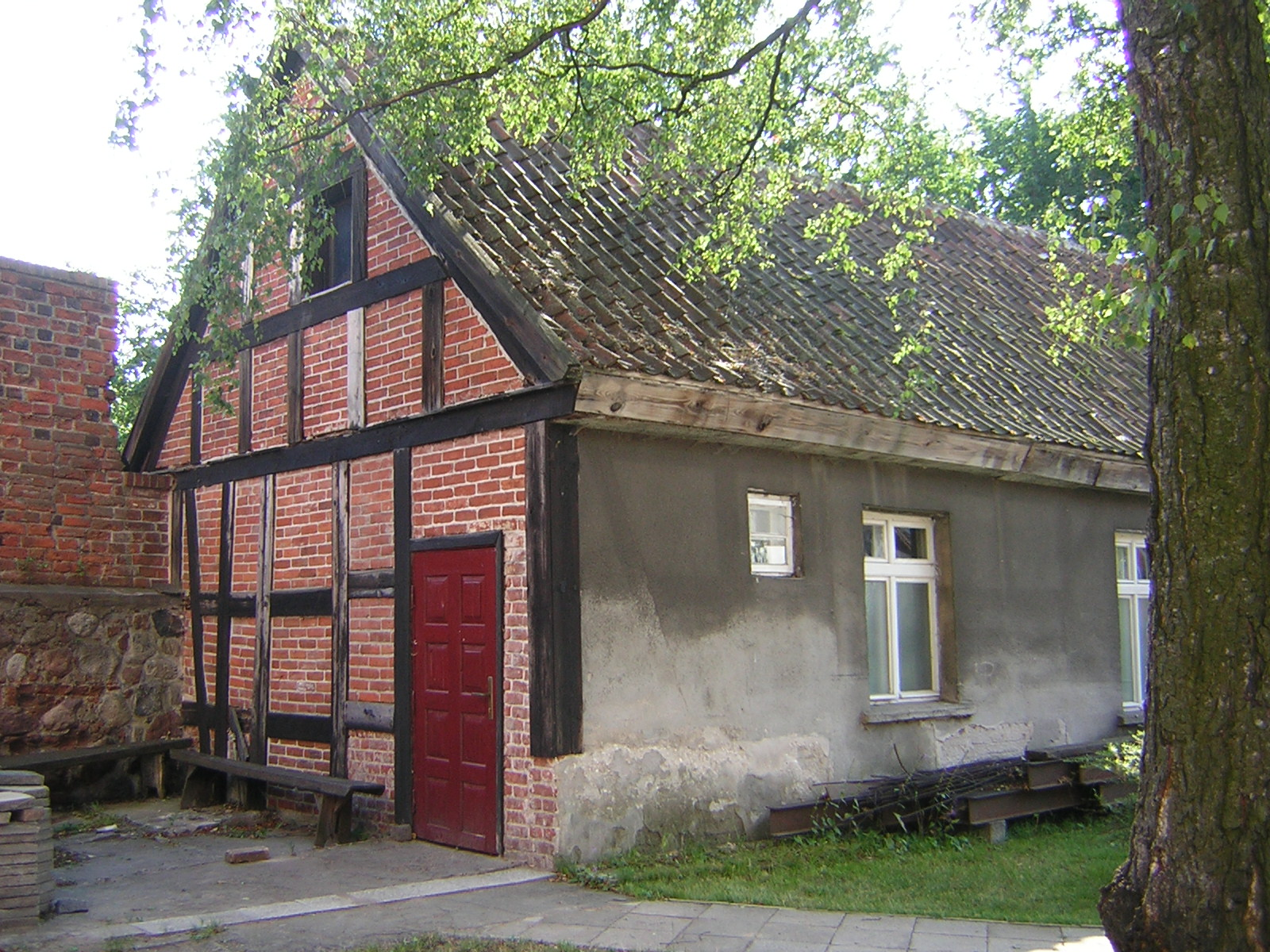
XVII-wieczna plebania, obecnie tworzone jest tu Muzeum Ziemi Iławskiej
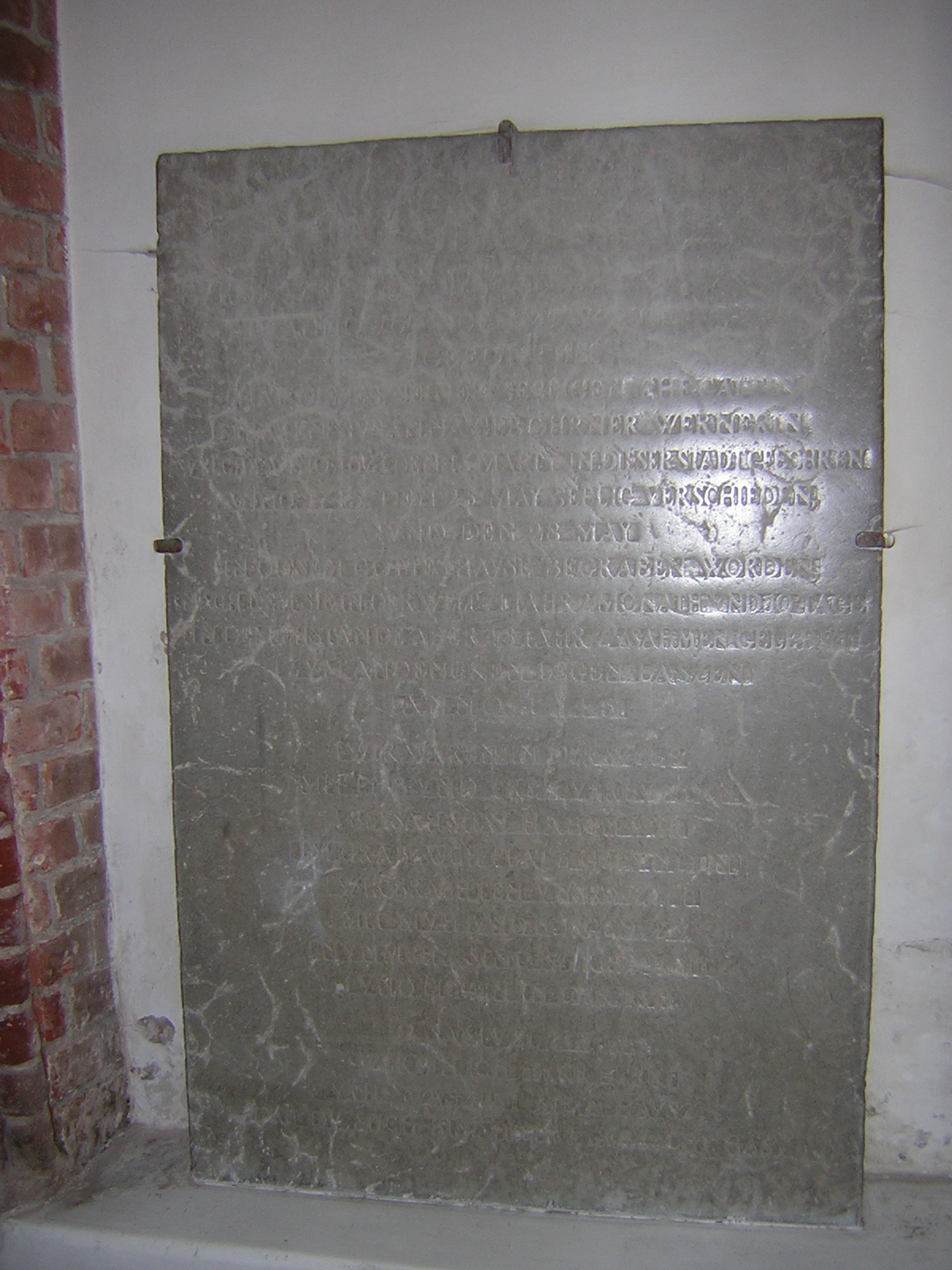
Płyta nagrobna z XVIII wieku, Jakuba Mücka – burmistrza Iławy i jego żony Zuzanny z domu Werner